# روبرتو بادياني
روبرتو بادياني (بالإيطالية: Roberto Badiani)‏ (مواليد 9 أكتوبر 1949) هو لاعب كرة قدم إيطالي متقاعد. لعب كلاعب خط وسط.